# Kloostergasten
Kloostergasten is een Nederlands televisieprogramma van KRO-NCRV. De eerste aflevering werd uitgezonden in 2022. In het programma leven bekende Nederlanders en Vlamingen enkele dagen mee met kloosterlingen.

## Seizoen 1 (2022)
Dit seizoen startte op 18 september 2022.
| Nr. (seizoen) | Nr. (serie) | Gast            | Klooster                            |
| ------------- | ----------- | --------------- | ----------------------------------- |
| 1             | 1           | Thomas Cammaert | Abdij van Berne, Heeswijk-Dinther   |
| 2             | 2           | Evi Hanssen     | Abdij Koningshoeven, Berkel-Enschot |
| 3             | 3           | Noraly Beyer    | Heilig Hartklooster, Steyl          |
| 4             | 4           | Tim Hogenbosch  | Sint-Adelbertabdij, Egmond-Binnen   |
| 5             | 5           | Emile Roemer    | Redemptoristenklooster, Wittem      |
| 6             | 6           | Esther Vergeer  | Franciscanessenklooster, Denekamp   |

## Seizoen 2 (2023)
Dit seizoen startte op 11 juni 2023.
| Nr. (seizoen) | Nr. (serie) | Gast              | Klooster                          |
| ------------- | ----------- | ----------------- | --------------------------------- |
| 1             | 7           | Astrid Joosten    | Sint-Catharinadal, Oosterhout     |
| 2             | 8           | Viggo Waas        | Karmelietenklooster, Boxmeer      |
| 3             | 9           | Marion Bloem      | Sint-Liobaklooster, Egmond-Binnen |
| 4             | 10          | Sharon de Miranda | Abdij Maria Toevlucht, Zundert    |

## Seizoen 3 (2024)
De eerste drie afleveringen van dit seizoen verschenen in augustus 2024. De laatste drie volgden in december van dat jaar.
| Nr. (seizoen) | Nr. (serie) | Gast            | Klooster                               |
| ------------- | ----------- | --------------- | -------------------------------------- |
| 1             | 11          | Sinan Can       | Abdij van Berne, Heeswijk-Dinther      |
| 2             | 12          | Henri Bontenbal | Sint-Adelbertabdij, Egmond-Binnen      |
| 3             | 13          | Lale Gül        | Dominicanessen van Neerbosch, Nijmegen |
| 4             | 14          | Anna Gimbrère   | Onze-Lieve-Vrouweabdij, Oosterhout     |
| 5             | 15          | Eric Corton     | Koningsoord, Arnhem                    |
| 6             | 16          | Cécile Narinx   | Redemptoristenklooster, Wittem         |

## Seizoen 4 (2025)
Dit seizoen startte op 2 augustus 2025.
| Nr. (seizoen) | Nr. (serie) | Gast            | Klooster                          | Uitzenddatum     | Kijkcijfers |
| ------------- | ----------- | --------------- | --------------------------------- | ---------------- | ----------- |
| 1             | 17          | Tom Waes        | Priorij van Klaarland, Lozen      | 2 augustus 2025  | 277.000(a)  |
| 2             | 18          | Shirma Rouse    | Franciscanessenklooster, Denekamp | 9 augustus 2025  | 233.000(b)  |
| 3             | 19          | Tineke Schouten | Karmelietenklooster, Boxmeer      | 16 augustus 2025 |             |
| 4             | 20          | Douwe Bob       | Abdij van Berne, Heeswijk-Dinther | 30 augustus 2025 |             |

 (a): Door Tina Nijkamp gelekt lineair cijfer.

 (b): Officieel, gemiddeld kijkcijfer van Nationaal Media Onderzoek.